# هاريسون بوتير
هاريسون بوتير (بالإنجليزية: Harrison Potter)‏ هو معلم موسيقى وعازف بيانو أمريكي، ولد في 9 مايو 1891، وتوفي في 3 أكتوبر 1984.